# Doctor of Philosophy
Doctor of Philosophy (afkorting: PhD (Brits) of Ph.D. (Amerikaans), Latijn: Philosophiae Doctor) is een Anglo-Amerikaanse variant op de academische titel doctor. Het is in veel landen de hoogste academische graad. Philosophy omvat hier de bredere en originele betekenis van het Oudgriekse woord philosophia (φιλοσοφία), wat letterlijk betekent liefde voor wijsheid en later alle vakken betrof die voortkwamen uit de (natuur)filosofie. In Oxford heet een PhD ook wel een DPhil.
De graad van PhD kan alleen verkregen worden door het verrichten van onderzoek en het verdedigen van een hierop gebaseerde thesis, vergelijkbaar met de doctoraatsthesis op basis van promotieonderzoek in Nederland en België. Anders dan in deze twee landen is het voor de Angelsaksische PhD niet nodig een openbaar boek of wetenschappelijke artikelen te publiceren: die kan zich beperken tot een interne scriptie met besloten examen. 
Het gebruik van de aanduiding PhD is al langere tijd niet ongewoon onder wetenschappers in Nederland en België omdat deze leidt tot betere herkenning buiten deze landen. 
PhD is sinds januari 2021 ook een Nederlandse graad en titel die wettelijk met de titel doctor en graad Doctor is gelijkgesteld. Sinds 2021 mag een gepromoveerde kiezen tussen het voeren van de traditionele titel dr. voor de naam dan wel de titel PhD achter de naam. De Dienst Uitvoering Onderwijs kan namens de minister van onderwijs toestemming verlenen tot het voeren van de Nederlandse titel doctor (dr.) op basis van een in het buitenland verkregen PhD graad, dit op grond van art. 7.23a lid 3 van de WHW. In Vlaanderen is de titel PhD al sinds 2013 gelijkgesteld aan de titel doctor: wie in Vlaanderen is gepromoveerd mag naar keuze een van beide titels voeren; wie in een ander land is gepromoveerd mag de titel voeren volgens de regels van het land waar de graad is verleend, met toevoeging van de naam van de universiteit die de graad heeft verleend.
Voor de aanduiding van een promovendus of doctoraatsstudent (België) is door deze ontwikkelingen de term PhD-student gebruikelijker geworden.